# Coupe de France 1945/46
Der Wettbewerb um die Coupe de France in der Saison 1945/46 war die 29. Ausspielung des französischen Fußballpokals für Männermannschaften. In diesem Jahr meldeten 811 Vereine – ein deutlicher Zuwachs gegenüber den vorangegangenen Spielzeiten während des Zweiten Weltkriegs und auch insgesamt die bis dahin höchste Teilnehmerzahl.
Titelverteidiger war der Racing Club Paris, der in diesem Jahr im Viertelfinale am späteren Sieger des Wettbewerbs, Lille Olympique SC, scheiterte. Zehn Monate – und auch bereits sieben Jahre – zuvor war dies noch die Endspielbegegnung gewesen.
Für Lille war es der erste Pokalsieg bei seiner dritten Finalteilnahme. Da die Nordfranzosen in dieser Spielzeit zudem den Meistertitel holten, gewannen sie als erst dritte Mannschaft im französischen Fußball außerdem noch den Doublé.
Endspielgegner Red Star Olympique Paris dagegen stand bereits in seinem sechsten Finale, und die vorherigen fünf hatte der Klub aus Saint-Ouen gewonnen. Bis in die Gegenwart (2017) sollte dies Red Stars letztes Pokalendspiel bleiben.
Immerhin zwei Teams aus der Division 2 erreichten das Halbfinale: Stade Français Paris (mit Frankreichs „schwarzer Perle“ Larbi Ben Barek) und Stade Clermont. Erfolgreichste Amateurelf war die US Vésinet; die Mannschaft aus der westlichen Pariser Banlieue schaltete mit CO Roubaix-Tourcoing sowie Stade Rennes UC zwei Erstligisten aus, bevor sie sich im Achtelfinale – und auch dort erst nach Verlängerung – geschlagen geben musste.
Nach den von den regionalen Untergliederungen des Landesverbands FFF organisierten Qualifikationsrunden, an denen auch einige Erstligisten hatten teilnehmen müssen, standen im Zweiunddreißigstelfinale 17 Mannschaften aus der Division 1. Lediglich die AS Saint-Étienne war zuvor an den Amateuren der US Annemasse gescheitert; auch sieben Zweitdivisionäre hatten die Qualifikation nicht überstanden.
In dieser Runde wurden die Spielpaarungen und das Heimrecht von der Pokalkommission festgesetzt; Wiederholungsspiele fanden dann im Stadion des Kontrahenten statt. Dies diente vor allem dem Schutz der Erstligisten, die Anspruch auf einen unterklassigen Gegner hatten, aber auch der Vermeidung zu weiter Anreisen im flächengroßen Frankreich. Ab dem Sechzehntelfinale kam es zu einer freien Auslosung, es gab nur noch Partien auf neutralem Platz und die Einnahmen wurden geteilt. Endete eine Begegnung nach Verlängerung unentschieden, wurden solange Wiederholungsspiele ausgetragen, bis ein Sieger feststand.

## Zweiunddreißigstelfinale
Spiele am 6., Wiederholungsmatches am 13. Januar 1946. Die Vereine der beiden professionellen Ligen sind mit D1 bzw. D2 bezeichnet; alle anderen waren Amateure (ohne Angabe der jeweiligen Spielklasse).
| - AS Amicale Paris – FC Rouen D1 0:2 - Olympique Mont-de-Marsan – FC Toulouse D2 0:9 - RCFC Besançon D2 – Racing Strasbourg D1 1:2 - FC Mulhouse D2 – FC Sochaux D1 0:2 - CA Vitry – CA Paris D2 1:1 n. V., 0:3 - FC Sète D1 – AS Béziers D2 6:1 - US Tourcoing – Red Star Olympique D1 2:4 - US Normande Colombelles – US Le Mans D2 0:3 - Olympique Alès D2 – US Annemasse 3:1 - AC Amiens D2 – AS Française Paris 3:0 - AS Brest – SCO Angers D2 1:2 - AS Angoulême D2 – EC Bordeaux 2:1 - SC Aniche – CA Montreuil 3:0 - Girondins ASP Bordeaux D1 – Chamois Niort 2:1 - ESA Brive D2 – Olympique Nîmes D2 3:1 - US Valenciennes D2 – ES Bully 0:0 n. V., 0:2 | - AS Cannes-Grasse D1 – AS Avignon D2 5:2 - Stade Clermont D2 – FC Gueugnon 4:0 - Le Havre AC D1 – UC Paris 2:0 - AS Parisienne du Cinéma – Stade Rennes UC D1 1:3 - FC Nancy D2 – Entente CG Chaumont 4:0 - USA Perpignan D2 – US Cazères 3:1 - UA Cognac – Stade Français Paris D2 0:2 - Racing Club Paris D1 – US Ruch Carvin 4:2 - FC Metz D1 – SR Colmar D2 0:1 - Arago Sports Orléans – Stade Reims D1 2:1 - US Vésinet – CO Roubaix-Tourcoing D1 2:1 - AS Monaco – Olympique Marseille D1 1:6 - Lyon OU D1 – OGC Nizza D2 2:0 - AS Raismes – Olympique Lille D1 0:3 - US Auchel – RC Lens D1 0:5 - SO Montpellier D2 – FC Hyères 4:1 |

## Sechzehntelfinale
Spiele am 2./3., Wiederholungsmatches zwischen 7. und 17. Februar 1946
| - FC Rouen D1 – RC Lens D1 1:0 - FC Toulouse D2 – ES Bully 2:0 - FC Sochaux D1 – SO Montpellier D2 1:0 - FC Sète D1 – ESA Brive D2 4:0 - Red Star Olympique D1 – AS Angoulême D2 5:2 - US Le Mans D2 – USA Perpignan D2 2:2 n. V., 5:2 - SCO Angers D2 – Racing Club Paris D1 2:2 n. V., 0:3 - Girondins ASP Bordeaux D1 – CA Paris D2 2:1 n. V. | - AS Cannes-Grasse D1 – AC Amiens D2 2:0 - Stade Clermont D2 – SC Aniche 1:0 - Stade Français Paris D2 – Arago Sports Orléans 1:1 n. V., 1:1 n. V., 2:1 - SR Colmar D2 – Racing Strasbourg D1 3:2 - US Vésinet – Stade Rennes UC D1 2:1 - Olympique Marseille D1 – Le Havre AC D1 2:2 n. V., 1:0 - Lyon OU D1 – Olympique Alès D2 3:3 n. V., 3:1 - Olympique Lille D1 – FC Nancy D2 3:2 |

## Achtelfinale
Spiele zwischen 3. und 14. März 1946
| - Red Star Olympique D1 – AS Cannes-Grasse D1 3:1 - Racing Club Paris D1 – SR Colmar D2 4:3 - Girondins ASP Bordeaux D1 – FC Sète D1 3:1 - Stade Clermont D2 – US Vésinet 2:1 n. V. | - Stade Français Paris D2 – FC Toulouse D2 2:0 - Olympique Marseille D1 – FC Sochaux D1 2:1 - Lyon OU D1 – US Le Mans D2 2:1 - Olympique Lille D1 – FC Rouen D1 1:0 |

## Viertelfinale
Spiele am 31. März 1946
| - Red Star Olympique D1 – Lyon OU D1 2:0 - Stade Clermont D2 – Girondins ASP Bordeaux D1 4:1 | - Stade Français Paris D2 – Olympique Marseille D1 3:1 - Olympique Lille D1 – Racing Club Paris D1 2:1 n. V. |

## Halbfinale
Spiele am 27. April 1946
| - Red Star Olympique D1 – Stade Français Paris D2 3:2 | - Olympique Lille D1 – Stade Clermont D2 7:1 |

## Finale
Spiel am 26. Mai 1946 im Stade Olympique Yves-du-Manoir in Colombes vor 59.692 Zuschauern
- Olympique Lille – Red Star Olympique 4:2 (2:0)

### Mannschaftsaufstellungen
Auswechslungen waren damals nicht möglich.
Olympique Lille: Georges Hatz – Joseph Jadrejak, Jean-Marie Prévost, Marceau Somerlinck – François Bourbotte , Roger Carré – Roger Vandooren, Jean Baratte, René Bihel, Bolek Tempowski, Jean Lechantre
Trainer : George Berry
Red Star Olympique: Robert Germain – Fernand Planquès, Roger Mindonnet, Justo Nuevo – Paul Bersoullé , Lucien Leduc – Alfred Aston, Ben Mohammed Kadmiri, André Simonyi, René Lozia, Albert Moulet
Trainer : Edmond Delfour
Schiedsrichter: Louis Virolle (Paris)

### Tore
1:0 Tempowski (13.)

2:0 Bihel (24.)

2:1 Moulet (47.)

3:1 Vandooren (51.)

3:2 Leduc (69.)

4:2 Vandooren (85.)

### Besondere Vorkommnisse
Am Ende dieser Ausspielung der Coupe de France stand mit nahezu 60.000 ein neuer Zuschauerrekord für Pokalfinals; bis dahin lag die Höchstmarke bei 52.431 Besuchern (1939). In dieser Saison erleichterten erstmals Rückennummern das Erkennen von Spielern.
Sieben Spieler des Siegers standen auch bereits im Vorjahr mit Lille auf dem Rasen des Olympiastadions, darunter Spielführer François Bourbotte und Joseph Jadrejak, die erstmals schon 1941 – damals noch für den inzwischen im LOSC aufgegangenen SC Fives – ein Pokalendspiel verloren hatten. Zu dieser 1941er Elf hatte auch Marceau Somerlinck gehört, der allerdings im 1945er Finale fehlte.